# Kubianka leszczynowa
Kubianka leszczynowa (Ciboria coryli (Schellenb.) N.F. Buchw.) – gatunek grzybów z rodziny twardnicowatych (Sclerotiniaceae).

## Systematyka
Pozycja w klasyfikacji według Index Fungorum: Ciboria, Sclerotiniaceae, Helotiales, Leotiomycetidae, Leotiomycetes, Pezizomycotina, Ascomycota, Fungi.
Po raz pierwszy opisał go w 1906 r. Hans Conrad Schellenberg nadając mu nazwę Sclerotinia coryli. Obecną, uznaną przez Index Fungorum nazwę, nadał mu Niels Fabritius Buchwald w 1943 r.
Polską nazwę podaje internetowy atlas grzybów.

## Morfologia
Owocniki
Typu apotecjum o wysokości do 4 cm. Wyglądem przypomina puchar, składa się bowiem z miseczki osadzonej na dość długim trzonie. Miseczka o średnicy od 2 do 10 mm. Charakterystyczną cechą tego gatunku jest nagi brzeg miseczki, co odróżnia go od innych kubianek, które mają włoski na brzegu. Wewnętrzna powierzchnia miseczki (hymenialna) gładka, jasnobrązowa, sterylna powierzchnia zewnętrzna jest nieco jaśniejsza. Trzon nieco ciemniejszy od miseczki i biało omszony.
Cechy mikroskopowe
Worki 8-zarodnikowe, jednorzędowe. Zarodniki elipsoidalne, gładkie, szkliste, bez gutuli, o długości 12–16 µm.

## Występowanie
Kubianka leszczynowa znana jest tylko w Europie i na jednym stanowisku w Ameryce Północnej. Najwięcej stanowisk podano na Półwyspie Skandynawskim. W Polsce po raz pierwszy stanowisko tego gatunku podano w 2021 r. w województwie śląskim.
Grzyb saprotroficzny rozwijający się na opadłych na ziemię męskich kwiatostanach leszczyny (Corylus). Owocniki pojawiają się wczesną wiosną, od lutego do kwietnia.